# 맥 트럭스
맥 트럭스(영어: Mack Trucks, Mack Trucks, Inc.)는 미국의 자동차 메이커이다. 이 회사의 계열사로 스웨덴의 볼보 트럭과 프랑스의 르노 트럭이 있다.

## 역사
1900년에 설립한 맥브라더 컴파니(영어: Mack Brothers Company)가 시초로 1922년에 현재의 사명으로 변경했다. 1990년에 르노 자동차에 인수 되었다가 2001년에 르노 트럭과 함께 볼보 트럭이 인수해 자회사로 편입시켰다.

## 생산 차종

### 현재 생산차종
북아메리카 모델
- 그래니트
- 타이탄
- 테라프로
- 피나클

오세아니아 모델
- 그래니트
- 매그넘
- 메트로라이너
- 슈퍼라이너
- 타이탄
- 테라프로
- 트라이던트

### 과거 생산차종
트럭 모델
- AC 시리즈
- CH 시리즈
- EH 시리즈
- B 시리즈
- F 시리즈
- R 시리즈
- R/RB/RD/RL/RM/RW, U, DM/DMM 시리즈
- MC/MR 시리즈
- N 시리즈
- 밸류라이너
- 매그넘

소방차 모델
- CF-611 시리즈[10]
- CF-700 시리즈
- MC611F12
- MR686P
- MR686S 90
- MR690S 100
- MR688P
- MS 미들라이너

군용 모델
- EH 시리즈[11][12][13]
- NJU 시리즈[14]
- NM 시리즈[15]
- NR 시리즈[16]
- M39[17][18]
- M123 & M125 시리즈[18][19]

디젤 엔진 모델
- MP 엔진 시리즈[20]

## 사진

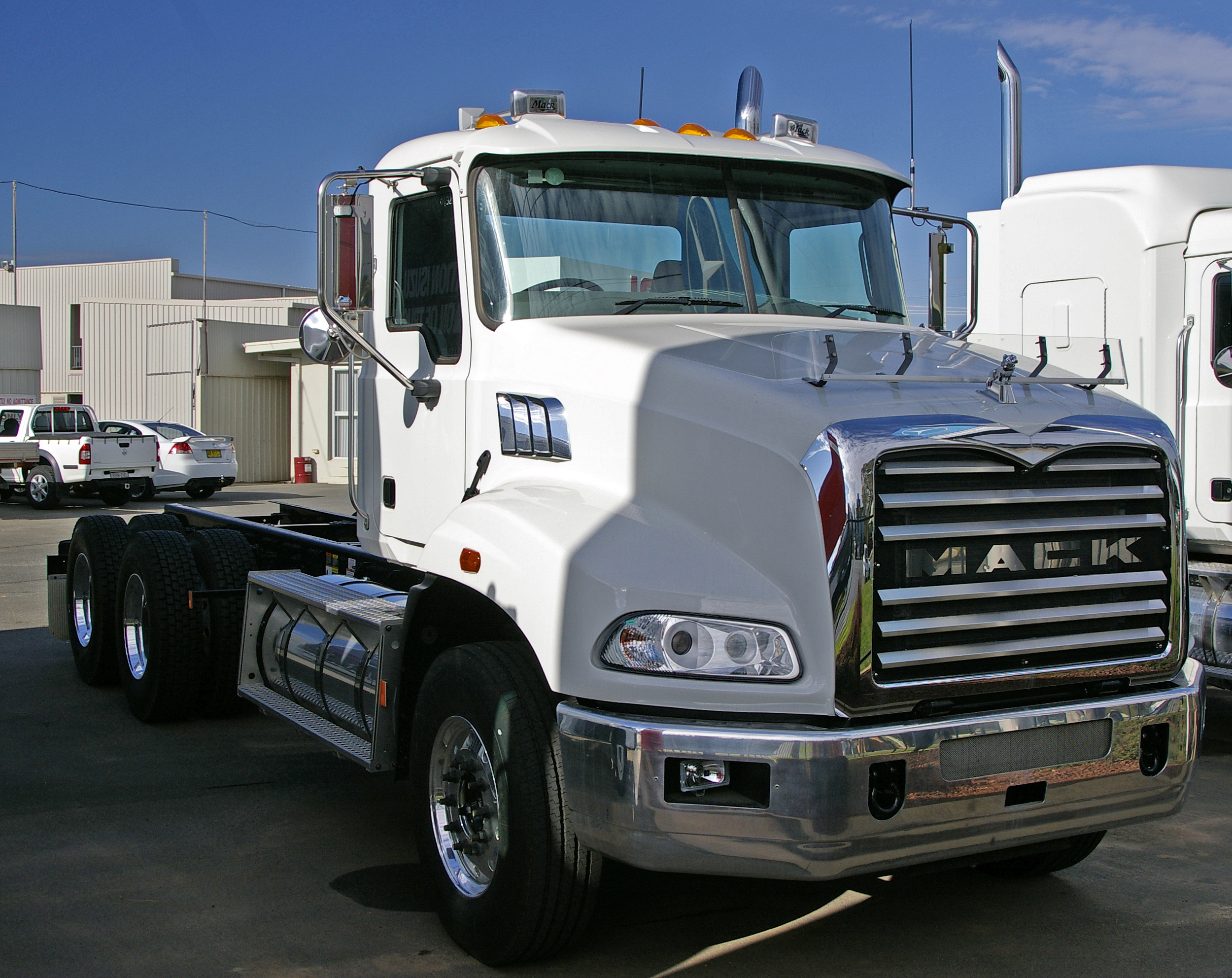
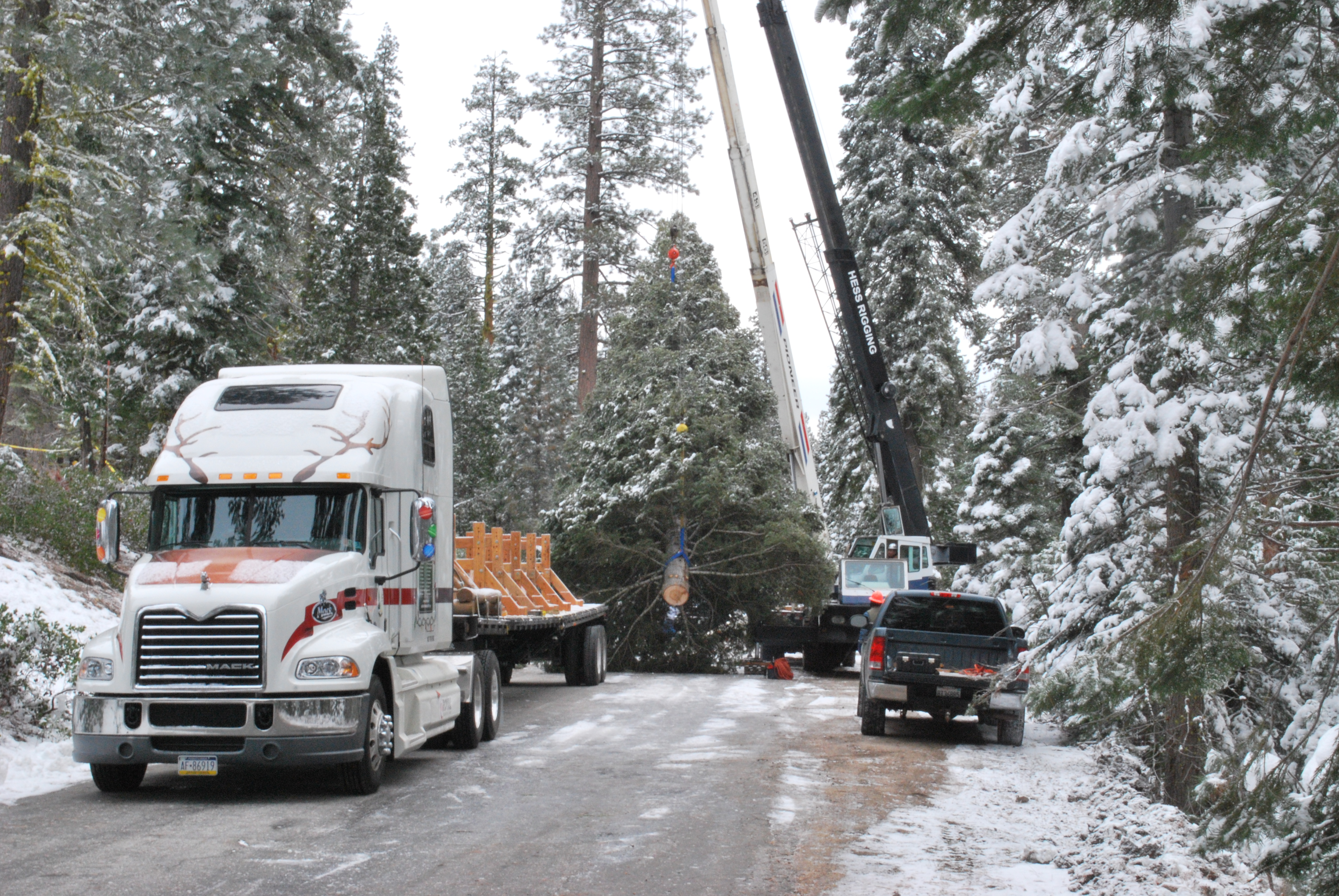
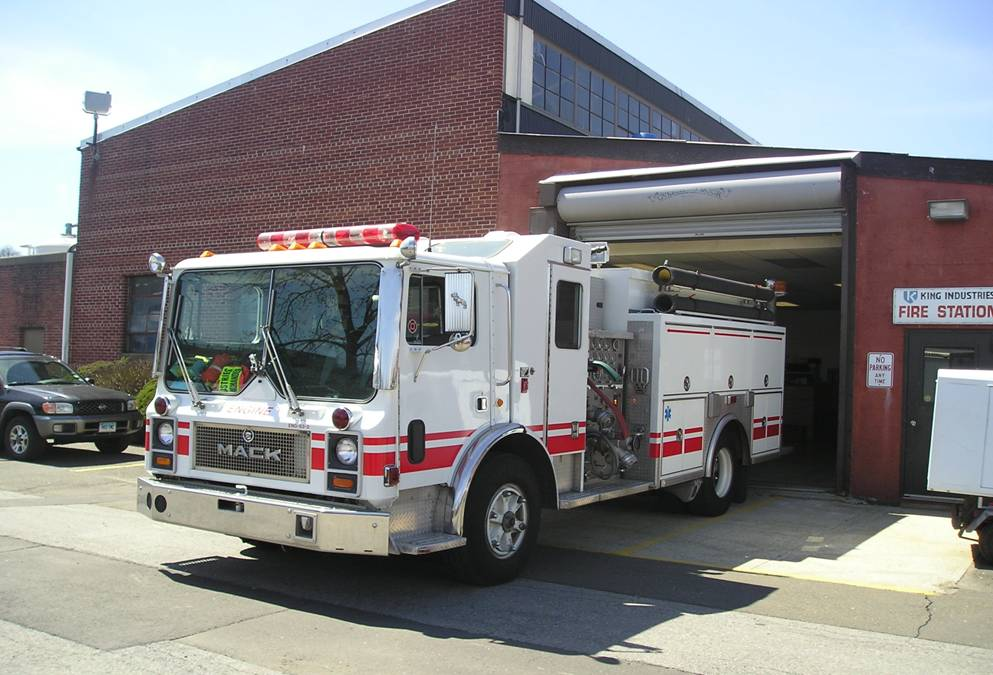
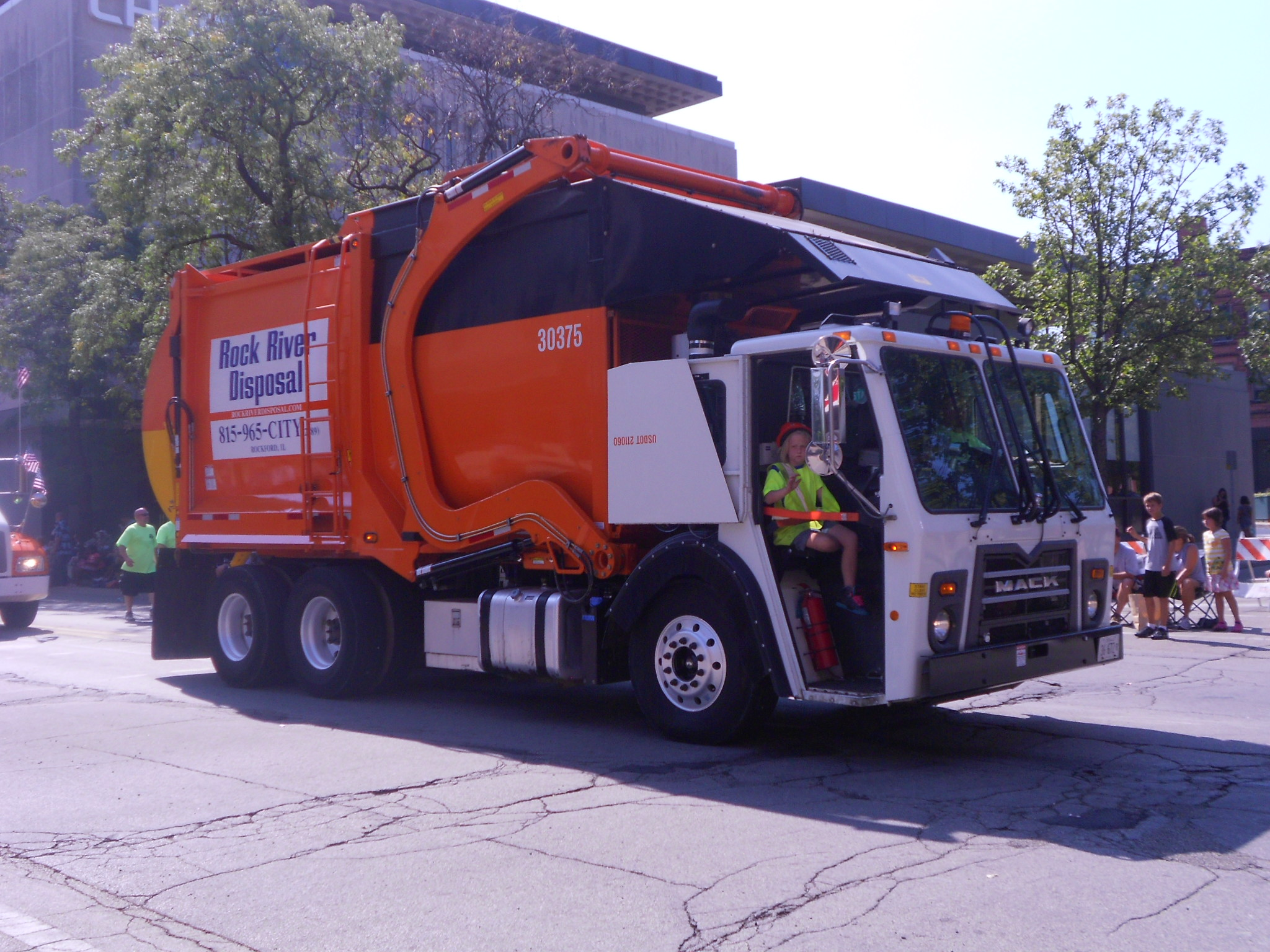
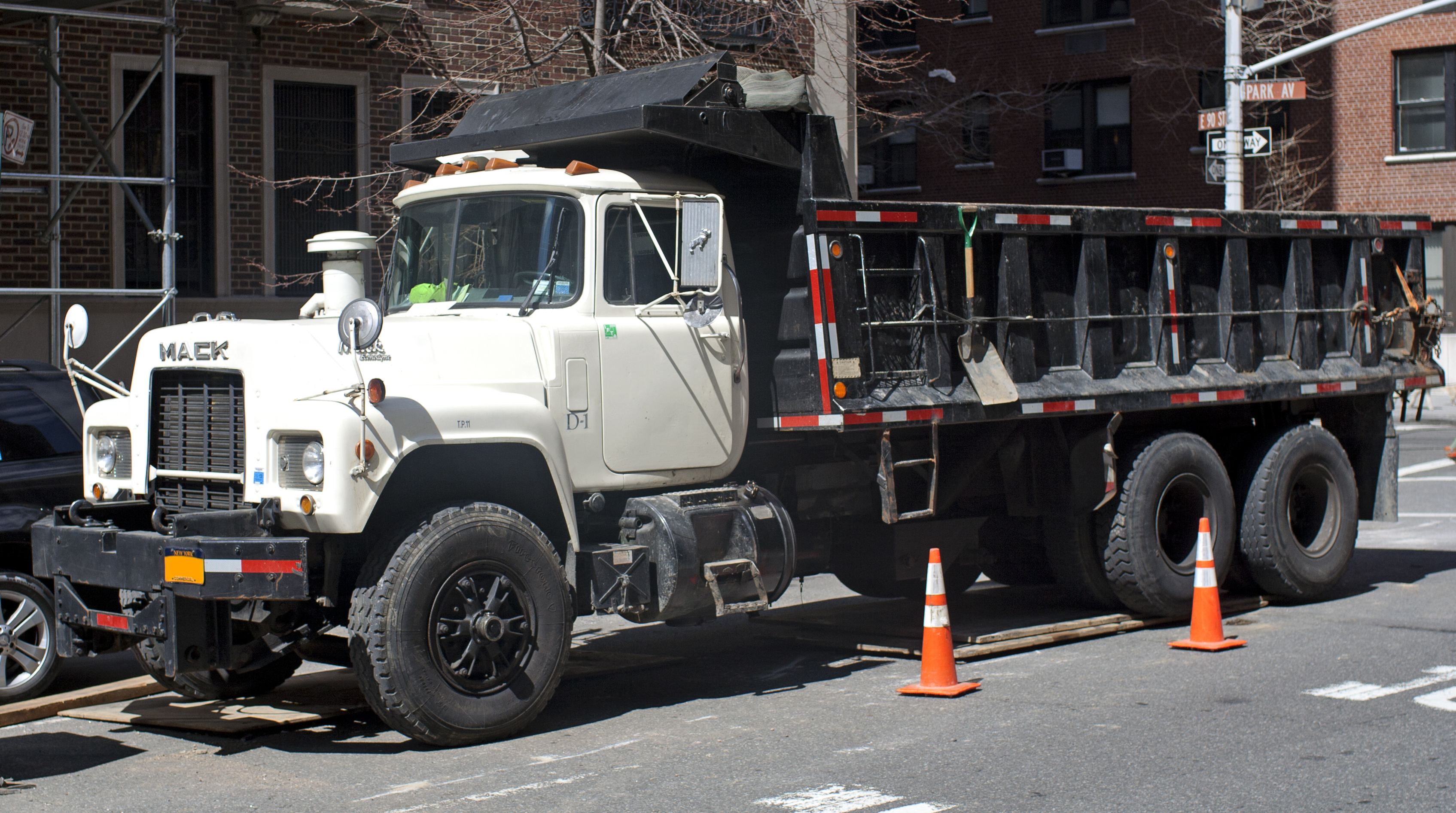
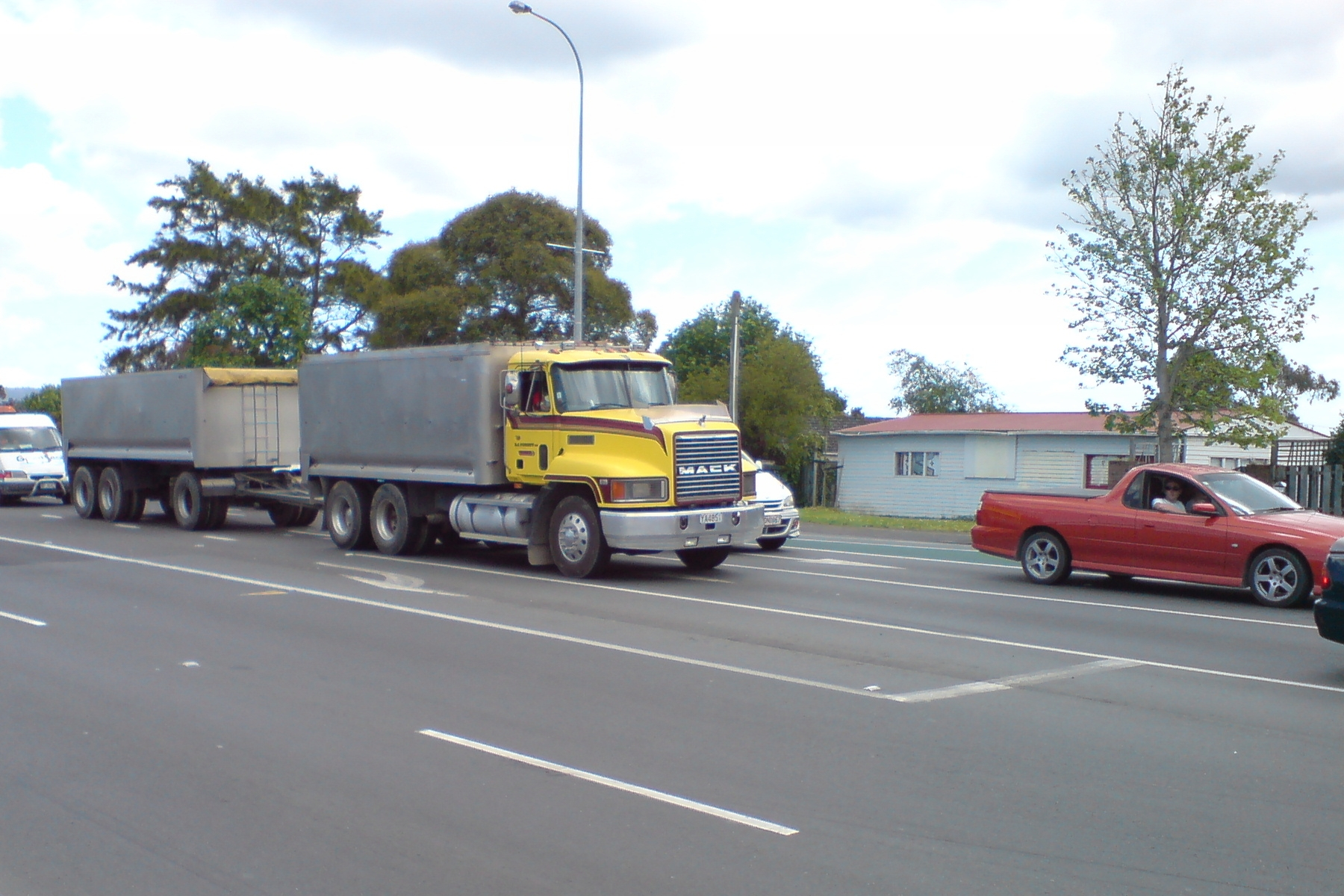
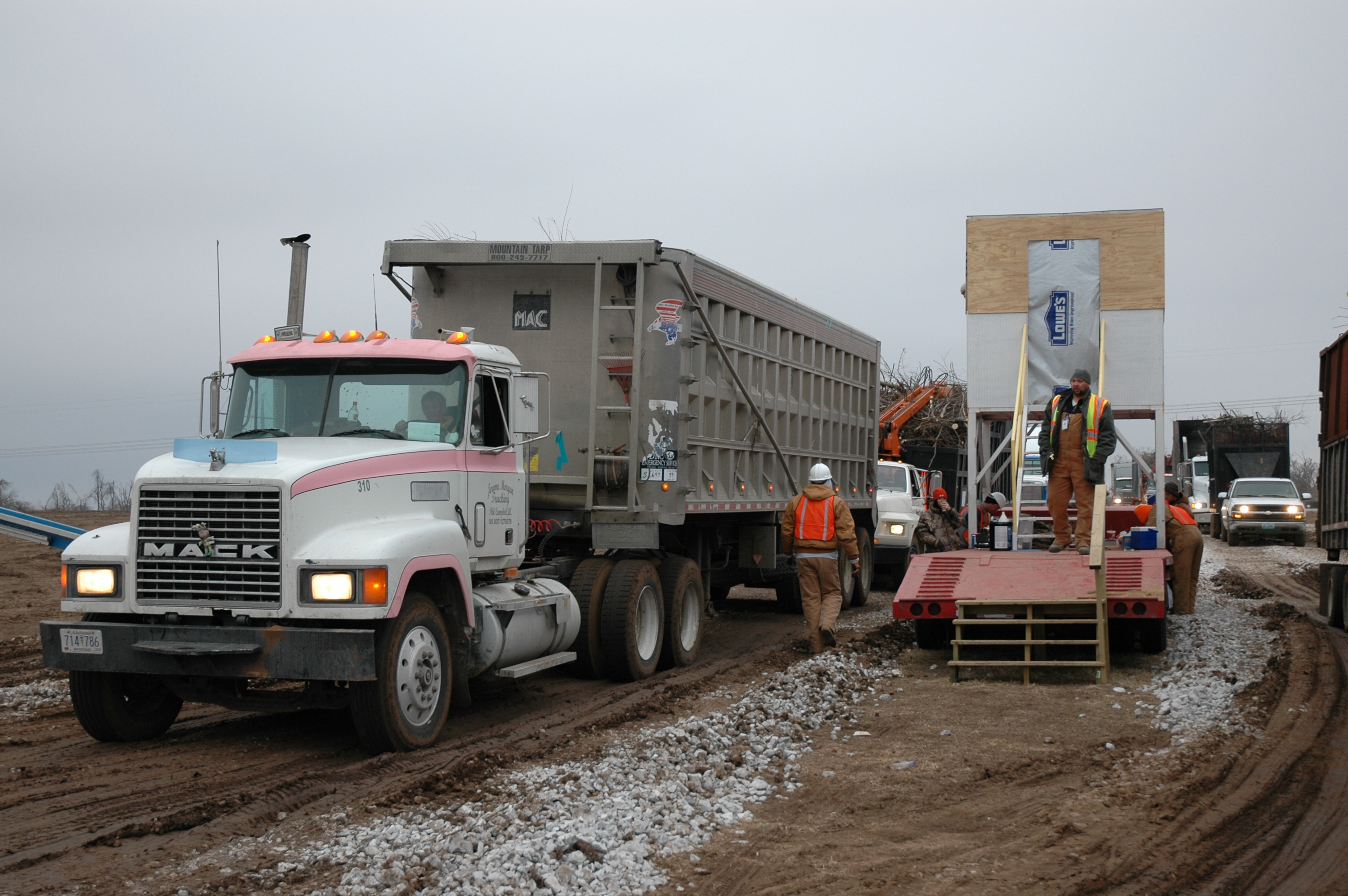

## 같이 보기
- 볼보
- 프라이트라이너 트럭